# 家庭杂志
《家庭杂志》（Family Magazine）是一本出版于巴基斯坦旁遮普省拉合尔的女性杂志，主要提供包括女性健康，美容，女性时尚以及女性首饰的内容。隶属于巴基斯坦Nawaiwaqt（时代之声）报业集团。